# Харіхара

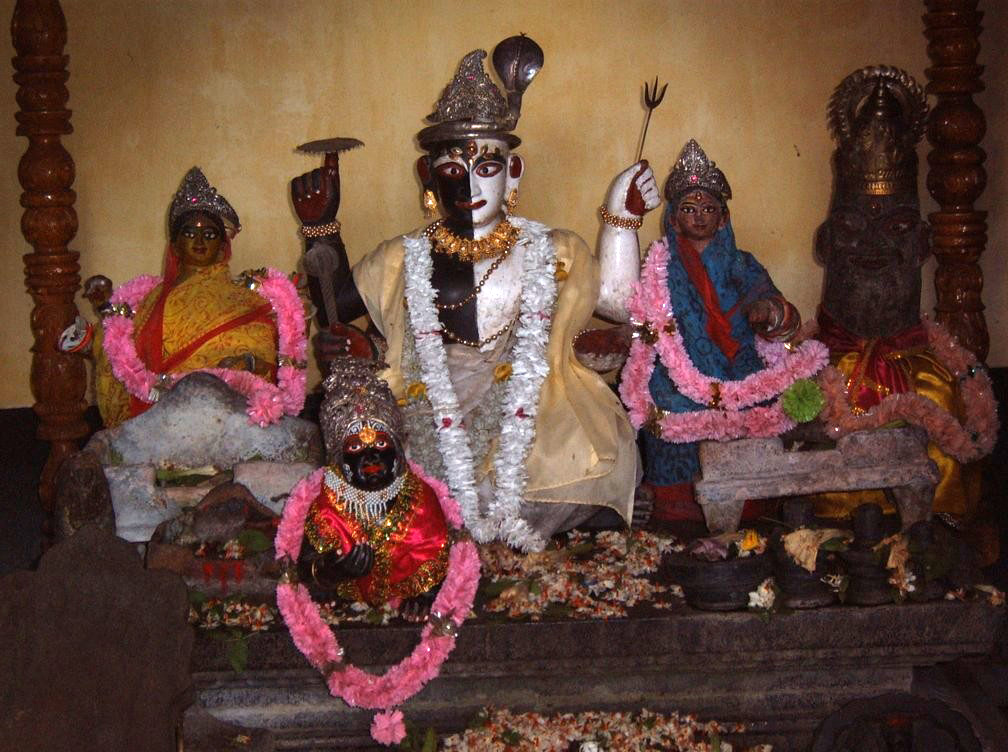
Вішну (права частина, тримає диск) та Шива (світла ліва частина, тримає тризуб) в об'єднаній формі мурті Харіхара, разом з Лакшмі та Парваті

Харіхара — одна з форм Бога в індуїзмі, втілення Вішну (Харі) і Шиви (Хара) в одній особі. Також відомий як Шанкаранара́яна. Харіхаре поклоняються як послідовники вайшнавізму, так і шиваїти.
Харіхара як філософське поняття єднання Вішну та Шиви викликає певні суперечки серед різних течій індуїзму, в яких по-різному трактується як природа Вішну та Шиви, так і концепція їхньої єдності чи відмінності.
У складній мозаїці індуїзму існує багато вірувань та традицій, пов'язаних як з Вішну, так і з Шивою. Деякі школи стверджують, що лише Вішну та його аватари є іпостасями Бога, тоді як інші проголошують Верховним Богом Шиву та його втілення. Є також ті, хто вважають, що як Шива, так і Вішну є іпостасями Бога. У свою чергу, школа адвайта-веданти вчить тому, що Бог не має форми і оголошує Вішну і Шиву аспектами безформного і безособового Брахмана.
Залежно від цитованих писань та його тлумачення, наводяться філософські аргументи на підтримку кожного з цих уявлень. Найчастіше, навіть якщо визнається, що з особистостей займає вищу становище ніж інша, велику пошану продовжують надавати як Вішну, і Шиві.